# 1. FC 02 Kreuznach
1. FC 02 Kreuznach was een Duitse voetbalclub uit Bad Kreuznach.

## Geschiedenis
De club werd op 18 juli 1902 opgericht als FC Kreuznach 02. In 1907 fuseerde de club met SC 1906 Kreuznach en werd zo 1. FC 02 Kreuznach. 
Na de Eerste Wereldoorlog speelde de club voor het eerst in de hoogste klasse van de Hessense competitie en werd zevende op tien clubs. Het volgende seizoen werd de club laatste, maar bleef gespaard van degradatie toen de competitie opging in de nieuwe Rijnhessen-Saarcompetitie. Deze bestond aanvankelijk uit vier reeksen en werd over twee jaar teruggebracht tot één reeks. FC 02 werd zevende en overleefde de eerste schifting niet. In 1927 werd de Hessense competitie heringevoerd en nu trad de club opnieuw in de hoogste klasse aan. Na twee seizoenen degradeerde de club opnieuw.
Op 19 augustus 1932 fuseerde de club met FSV 07 Kreuznach en werd zo Eintracht Bad Kreuznach. 